# Pietro Soddu
Pietro Soddu (Benetutti, 19 de juny de 1929) és un polític sard. Llicenciat en dret, ha estat un militant històric de la Democràcia Cristiana Italiana a Sardenya. El 1952 fou escollit alcalde de Benetutti i el 1956 assessor de la província de Sàsser. A les eleccions regionals de Sardenya de 1965 fou escollit conseller regional, càrrec que ocupà fins al 1983. Dins el seu mandat fou nomenat president de Sardenya el 1972, el 1976-1979 i el 1980. Endemés, a les eleccions legislatives italianes de 1983 fou escollit membre de la Cambra dels Diputats, càrrec que ocupà fins al 1994. Aquell any ingressà al Partit Popular Italià, amb el que fou cap de la coalició de centreesquerra i president de la província de Sàsser el 1995-2000. Ha creat posteriorment el partit Democràcia Federal, amb el que fou escollit novament regidor de Benetutti el 2006.
| Precedit per: Giovanni Del Rio | President de Sardenya 1976 - 1979 | Succeït per: Mario Puddu |